# Bawean
Bawean — wyspa na Morzu Jawajskim w Indonezji około 160 km na północ od Surabai; powierzchnia 199,8 km², długość linii brzegowej 63,2 km; ludność 80,8 tys. mieszkańców (2020).
Wyspę tworzy wygasły wulkan Besar o wysokości 695 m n.p.m. (na Sumatrze jest inny wulkan o tej samej nazwie). Uprawa ryżu, kukurydzy, tytoniu szlachetnego, bawełny; rybołówstwo; główne miasto Sangkapura.
Administracyjnie należy do prowincji Jawa Wschodnia.